# 吴慧琴
吴慧琴（1936年7月—），女，河北省丰南县西板桥村人，中华人民共和国政治人物。

## 生平
1962年11月加入中国共产党。1982年任太原钢铁公司党委常委、宣传部长；1985年任太原钢铁公司党委书记；1988年，任中共太原市委副书记。1993年2月，任中共山西省委统战部部长。1995年，山西省政协第七届委员会第三次会议上当选为省政协副主席。